# Lil Bo Weep
Lil Bo Weep (рус. Лил Бо Вип; настоящее имя — Вайно́на Ли́за Бру́кс; англ. Winona Lisa Brooks; 2 января 2000, Аделаида, Южная Австралия, Австралия — 5 марта 2022, Аделаида) — австралийская певица, рэп и рок-исполнительница, видеоблогер.

## Биография

### Ранние годы
Вайнона Брукс родилась 2 января 2000 года в Австралии, Аделаиде.
После окончания школы переехала в Лос-Анджелес, штат Калифорния, чтобы поступить в колледж и получить высшее образование, но позже вместе с семьёй была вынуждена вернуться в Австралию в рамках экстренной репатриации DFAT.

### Карьера
Начала публиковать свои треки на SoundCloud в 2015 году.
Изначально должна была участвовать на дебютном альбоме XXXTentacion «17», но в итоге Онфрой не стал добавлять песню на альбом.
В 2018 году завела OnlyFans и стала продавать свои интимные видеоролики и фотографии.
27 февраля 2022 года в своём Instagram-аккаунте сообщила, что в 2021 году была беременна, но потеряла ребёнка.

### Смерть
Скончалась 5 марта 2022 года из-за передозировки лекарственными препаратами.
Отец певицы выступил с обращением к поклонникам:
В эти выходные мы проиграли борьбу за жизнь моей дочери с депрессией, травмой, посттравматическим стрессовым расстройством и наркозависимостью, с которыми мы боролись с тех пор, как вернули её из Америки
В её последнем посте на странице в Инстаграме, датированным 2 марта 2022 года, объясняется, что она принимала тяжёлые лекарства из-за полного посттравматического стрессового расстройства (КПТСР) и что она «оплакивала потерю своего ребёнка».

## Дискография

### Альбомы
| Год  | Название  | Комментарий |
| ---- | --------- | ----------- |
| 2017 | «Solos»   | [ 21 ]      |
| 2018 | «Solos 2» | [ 22 ]      |

### EP
| Год  | Название          | Комментарий |
| ---- | ----------------- | ----------- |
| 2018 | «Healing Unaloon» | [ 23 ]      |
| 2021 | «Dedicationz 1»   | [ 24 ]      |
| 2021 | «Illusions»       | —           |

## Награды
| Год  | Премия                           | Номинация         | Результат |
| ---- | -------------------------------- | ----------------- | --------- |
| 2019 | International Dance Music Awards | «Лучшая артистка» | Номинация |